# Wilkin-floden
Wilkin-floden er en flod i Otago-regionen i New Zealand, der strømmer ind i Lake Wanaka. Makarora er et bevaret naturområde. Det har en lang række naturlige træk fra snebelagte bjerge til floder og uberørt regnskov. Lokale turisme-arrangører tilbyder helikopter- og jetbådture langs Wilkin-floden.